# Fanum

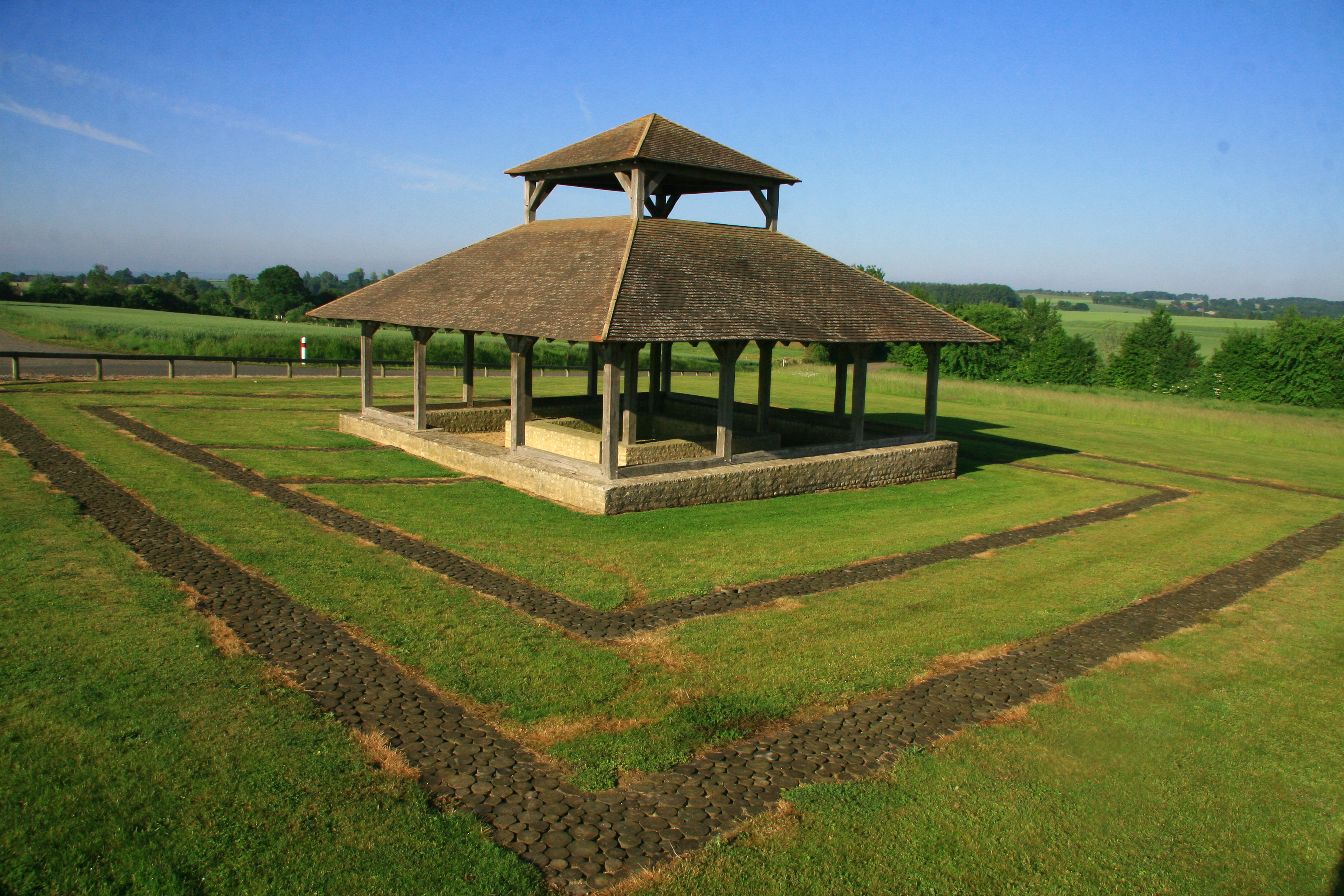
Fanum de Oisseau-le-Petit (Francia).

Un fanum o fano es un pequeño templo de construcción galorromano o romano-británica que tiene su origen en la tradición de los pueblos prerromanos. Presenta una planta concéntrica, a menudo cuadrada o circular, que consiste en una cella central cerrada, rodeada o no por una galería. Se observaba principalmente en las provincias del noroeste del Imperio Romano (actuales Francia, Bélgica, Luxemburgo y Suiza, así como en parte de Alemania y Gran Bretaña).
Desde la primera mitad del siglo I, solo se conocen algunos templos galorromanos. La mayoría de los santuarios de este tipo de edificaciones datan de la segunda mitad del siglo I y del siglo II, disminuyendo desde mediados del siglo III, la construcción de tales templos disminuyó constantemente.
Cicerón usaba el término de fanum para indicar santuarios no relacionados con la tradición clásica, mientras que Suetonio llegó a escribir que Julio César había destruido varios de estos templos durante la guerra de las Galias.

## Etimología
El término es un préstamo  que los arqueólogos modernos han tomado del latín fanum, que designaba precisamente el lugar consagrado por la fórmula solemne de los augurios (effatum) a alguna deidad. Como en estos lugares generalmente también se erigía un edificio sagrado, el mismo término también se refería al edificio o templo con el terreno sagrado que lo rodeaba.

## Origen  probable

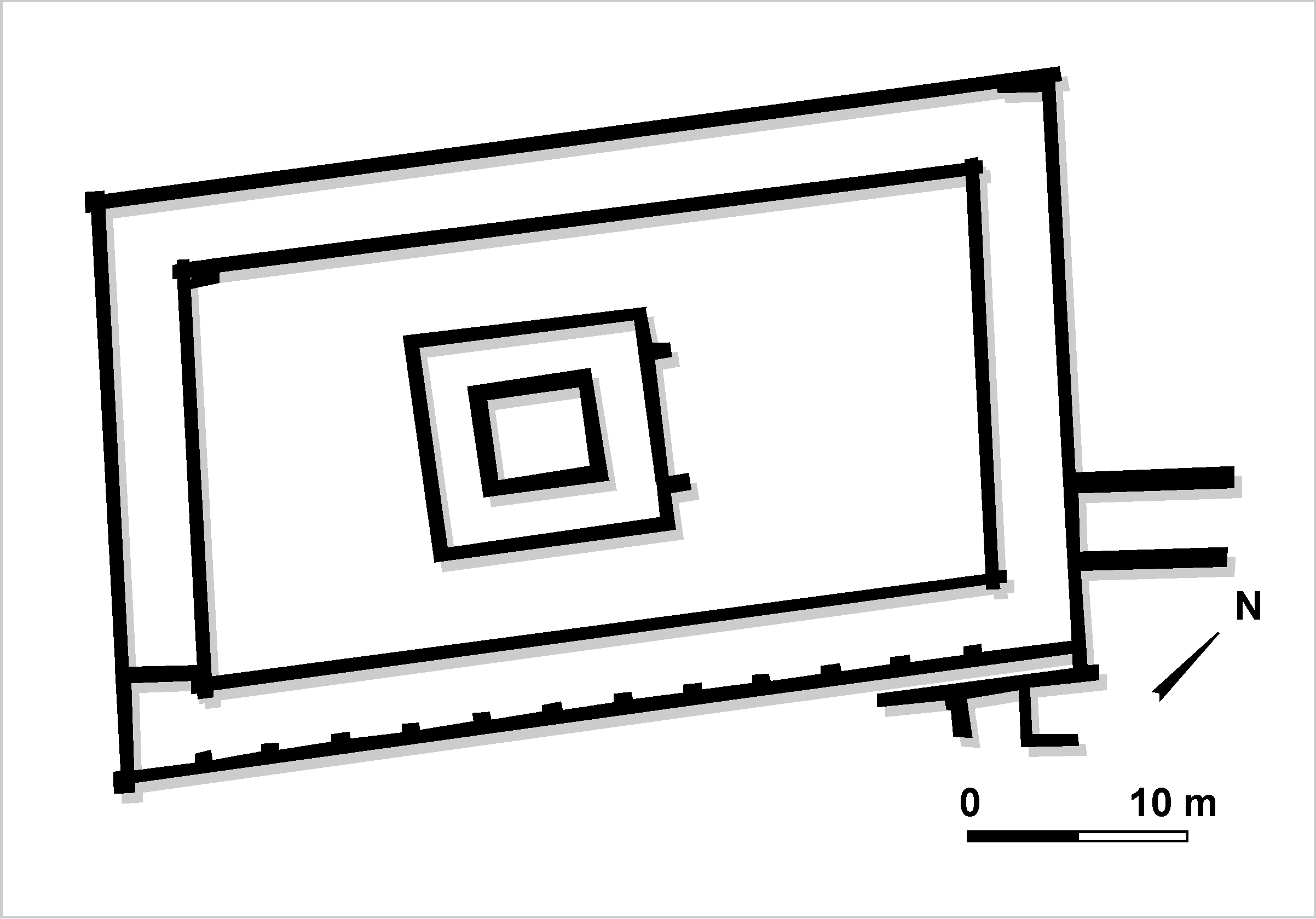
Planta de un fanum con su recinto sagrado en la Colonia Ulpia Traiana

Este tipo de templo fue una evolución de los templos celtas, inicialmente construidos en madera, que se convirtieron en edificaciones monumentales. Son buenos ejemplos los santuarios conservados en Ribemont-sur-Ancre, en Corent y en la abadía de San Jorge de Boscherville, ya que bajo las construcciones de la época romana, se han encontrado sus equivalentes de madera datados del período galo. Las excavaciones de Jacques Le Maho  en el sitio de la abadía de Boscherville revelaron la existencia de santuarios sucesivos, el primero de los ellos, un templo de madera (sin galería de circulación), seguido por otro templo de madera (con galería de circulación), un tercer templo de madera que descansaba sobre una base de piedra, y finalmente, un fanum de piedra (con galería de circulación).

## Definición y ubicación
Para los arqueólogos franceses y francófonos, el término fanum se aplica especialmente a los templos galo-romanos desenterrados en Europa Occidental, en las antiguas provincias romanas de la Galia, Germania y Bretaña. Eran regiones habitadas por los celtas (galos, belgas y britones). Por ello hay fanums en la mayor parte de Francia, en Bélgica, en Luxemburgo, en Suiza (una veintena de santuarios que incluyen templos de este tipo, por ejemplo, los de  Vidy, Avenches, Allmendingen-bei-Thun, Augst), y en parte de Alemania, así como en Gran Bretaña, tanto en las ciudades como en el campo. Por otro lado, el nombre del santuario prerromano es  nemeton en lengua céltica, de nemeto-  que originalmente significa «madera, recinto sagrado». El uso de este término en las lenguas locales se prolongaría probablemente designando los fanums galorromanos hasta la cristianización.
Estos templos deberían haber sido cerrados a finales del siglo IV bajo la influencia de las leyes imperiales anti-paganas, pero en realidad muchos fueron abandonados gradualmente durante ese período, y su culto cayó en desuso o las personas que vivían alrededor de esos templos migraron.
La etimología de la palabra profano «que no está consagrado, que no es iniciado, ignorante» es un préstamo directo del latín clásico profanum (de pro, 'delante', y fanum, 'lugar consagrado').

## Descripción

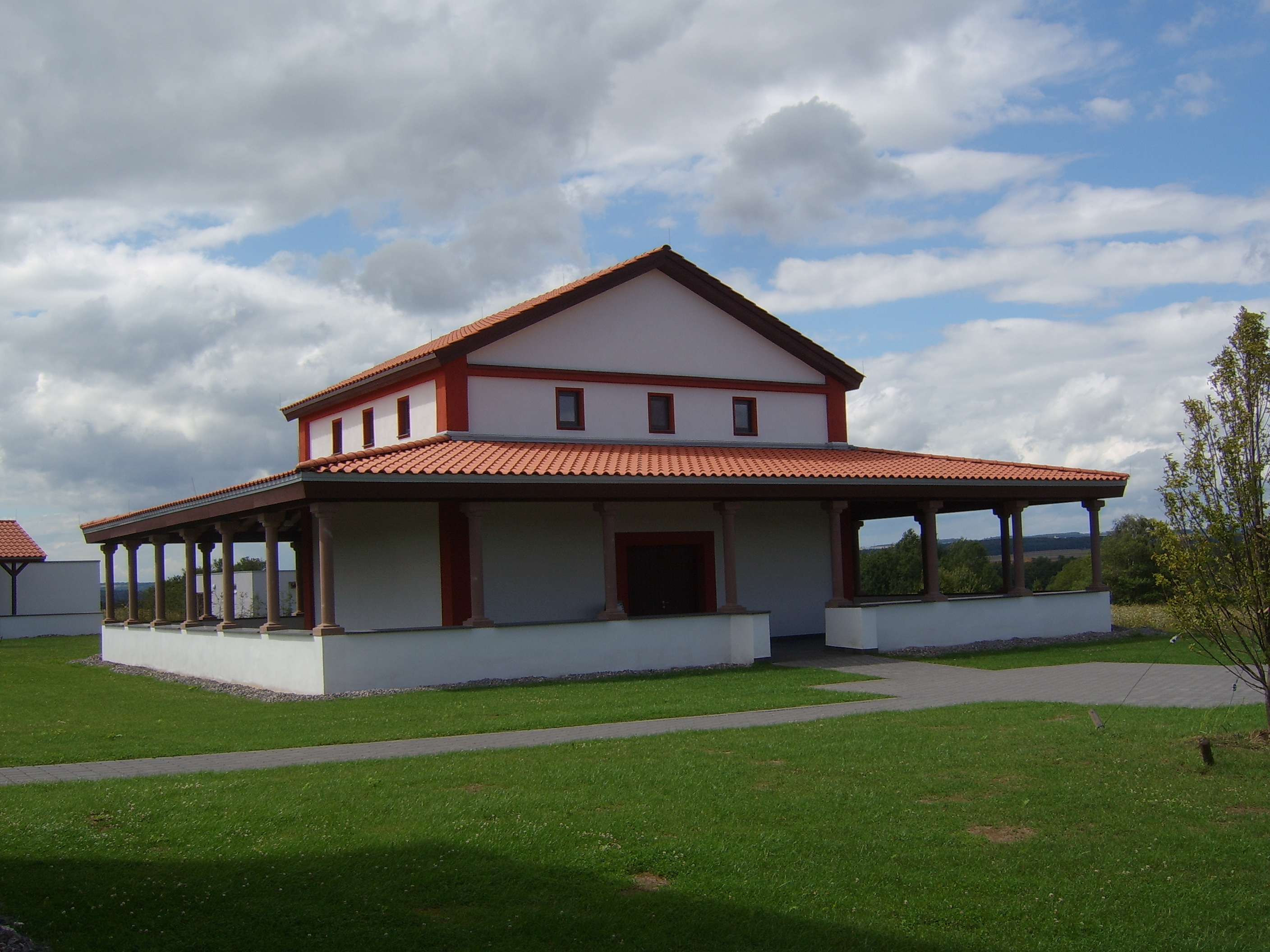
Restitución de un fanum en el Martberg, en el Eifel, Alemania

El fanum, de construcción generalmente sencilla, tiene una cella —habitación donde reside el dios— la mayoría de las veces cuadrada, pero se han encontrado restos arqueológicos que detallan una formación circular o rectangular, rodeada por una galería, cubierta o no. Se desconoce la utilidad de esta galería: podría servir para una procesión de los fieles alrededor de la cella, que así podrían acercarse a la divinidad. Esta disposición explicaría la frase de Estrabón: «Los galos veneran a sus dioses dando vueltas.» Además, en las religiones antiguas, el templo era la morada sagrada del dios y solo podían entrar en él los sacerdotes, y los ritos de culto y adoración se llevaban a cabo fuera del templo.
El edificio central se ubicaba en principio siempre dentro de un períbolo que delimitaba el espacio sagrado, materializado bien por zanjas o por un muro. El espacio sagrado quedaba así limitado y consagrado bajo la protección de la divinidad. Se llama témenos en griego templum o area sacra en latín), el espacio sagrado, mientras que se llama peribola, el límite (muro o foso). El espacio sagrado, así delimitado, se coloca bajo la protección de la divinidad, a diferencia del espacio profano.Esta separación entre sagrado y profano no era exclusiva de la religión galorromana, sino una característica casi universal de los rituales religiosos. Asimismo, en la época gaao, los propios fosos que rodeaban los santuarios fueron consideradas como períbolos delimitando témenos.
La planta particular de los fanums estaba muy alejado de los modelos mediterráneos (el templo romano), por lo que debía satisfacer las necesidades específicas de los rituales resultantes del encuentro entre las religiones celta y romana.

## Toponimia derivada en Francia
- localidades cuyo nombre deriva del término fanum:

- Feneu: comuna de 2000 hab. en Maine-et-Loire, aunque no se ha descubierto ningún vestigio de fanum;
- Fains: comuna del departamento de Eure;
- Fains-les-Sources: comuna de Meuse (reagrupamiento en 1973  de las comuna de Véel y de Fains-les-Sources que actualmente da Fains-Véel).
- Famars: comuna de Nord, de Fanum Martis, templo de Marte;
- Fa: villa en el alto valle del Aude, tiene un oppidum;
- Fanjeaux: comuna del departamento de Aude, de Fanum Jovis, templo de Júpiter;
- Fa (Charente-Maritime): yacimiento arqueológico del  Moulin du Fa en Barzan.

- localidades que hayan tenido el término fanum en su nombre:

- Corseul (Côtes-d'Armor): Fanum Martis en la Table de Peutinger.